# Lumijoki
Lumijoki é um município da província de Oulu, na Finlândia, integrando a região de Ostrobótnia do Norte. Fundada em 1867, Lumijoki está localizado a cerca de 25 quilómetros ao sul de Oulu.
O município tem uma população de 2.000 habitantes (estimativas de março de 2010) distribuídos por uma área geográfica de 290,32 km². A densidade populacional do município é de 9,38 hab/km². Todos os habitantes da cidade falam unanimamente o finlandês.